# James Field (criminel)
Pour les articles homonymes, voir James Field.
James Field (c. 1714 - 11 février 1751) est un marin et boxeur né à Dublin et ayant travaillé en Angleterre. Il est mort par pendaison, condamné pour braquage.

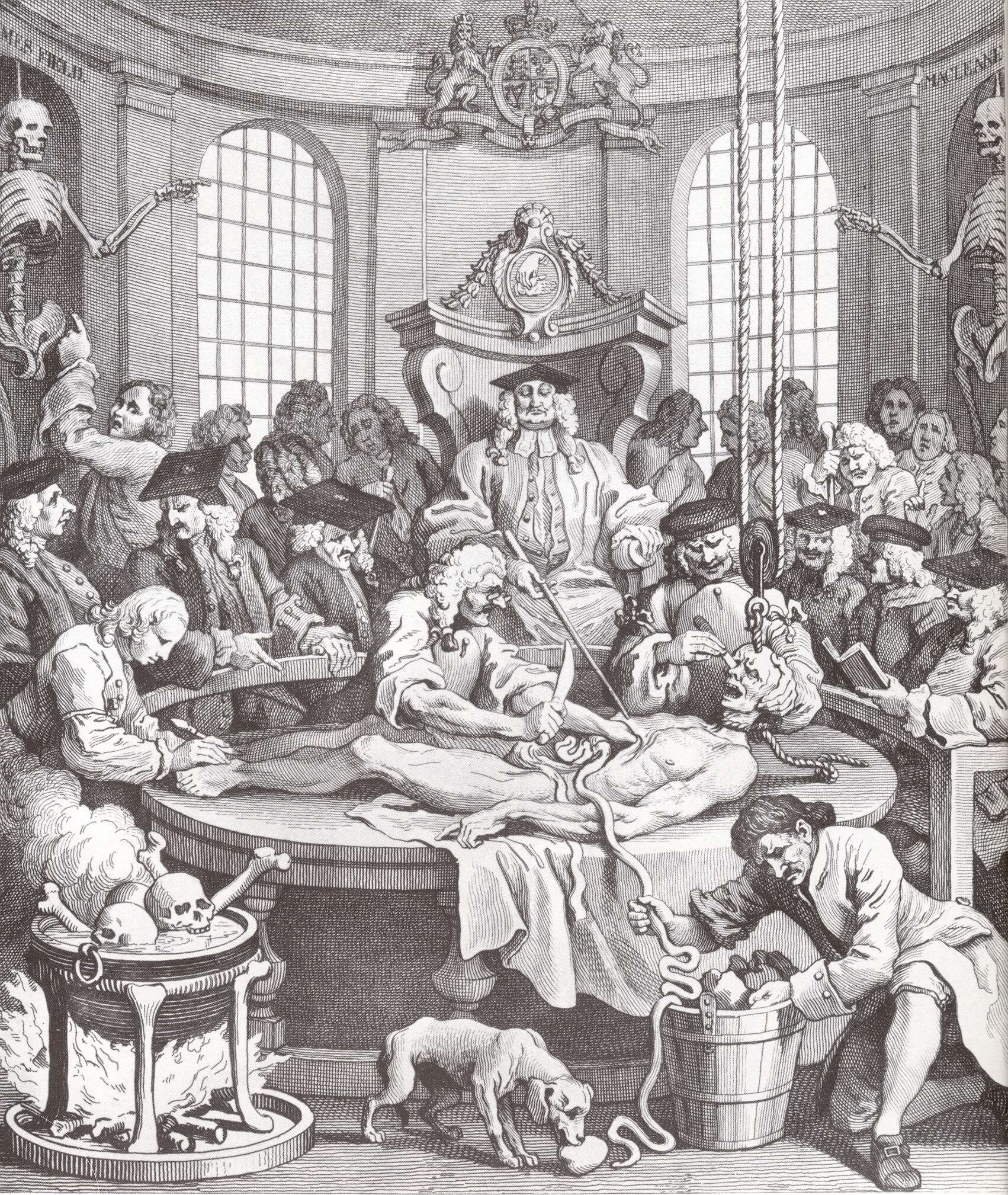
The reward of cruelty (planche IV).

## Biographie
Né à Dublin, Field est impliqué dans des délits mineurs pendant une bonne partie de sa jeunesse. Après un certain temps, il déménage à Londres, où il devient une personnalité connue du crime organisé. Il devient marin, puis boxeur, gravitant autour du pub The Fox, à Drury Lane. Bien que sous le coup de plusieurs mandats d'arrêt, le connétable est trop effrayé pour l'arrêter,.
Field est éventuellement capturé par surprise au Fox pour violence et crimes de grand chemin. Il est jugé par Henry Fielding le 16 janvier 1751, est reconnu coupable et condamné à la pendaison. Il est pendu à Tyburn le 11 février 1751,.
Son squelette est illustré dans un théâtre anatomique de l'ouvrage Reward of Cruelty de William Hogarth. Il est l'une des Quatre Étapes de la cruauté.